# Astroloma xerophyllum
Astroloma xerophyllum är en ljungväxtart som först beskrevs av Dc., och fick sitt nu gällande namn av Sonder. Astroloma xerophyllum ingår i släktet Astroloma och familjen ljungväxter. Inga underarter finns listade i Catalogue of Life.